# جورج شومان (سياسي)
جورج شومان (بالألمانية: Georg Schumann)‏ هو مقاوم وسياسي ألماني، ولد في 28 نوفمبر 1886 في ألمانيا، وتوفي بنفس المكان في 11 يناير 1945. حزبياً، نشط في الحزب الشيوعي في ألمانيا والحزب الديمقراطي الاجتماعي الألماني. انتخب عضو مجلس الشورى الموحد بروسيا وانتخب عضو مجلس النواب الألماني للجمهورية فايمار.